# Metharpinia jonesi
Metharpinia jonesi is een vlokreeftensoort uit de familie van de Phoxocephalidae. De wetenschappelijke naam van de soort is voor het eerst geldig gepubliceerd in 1963 door J.L. Barnard.